# Carsten René Nielsen
 Der er flere personer med dette navn, se Carsten Nielsen (flertydig).
Carsten René Nielsen (født 1966) i Slagelse, er en dansk digter. 
Han er uddannet cand.mag. i dansk og kunsthistorie. 
Hans bøger er oversat til engelsk og udgivet i USA.

## Priser og legater
- Michael Strunge-prisen 1989.
- Produktionspræmie fra Statens Kunstfond 1989 og 1992.
- J.P. Lund og hustru Vilhelmine Bugges Legat 1992.
- Peder Jensen Kjærgaard og Hustrus Forfatterlegat 1994.
- Statens Kunstfonds 3-årige stipendium 1999.
- Frøken Suhrs Forfatterlegat 2004.
- Har desuden modtaget flere arbejdslegater fra Statens Kunstfond og Statens Kunstråd.

## Ekstern reference
- Litteratur I Aarhus – Carsten René Nielsen